# Bibio ferruginatus
Bibio ferruginatus är en tvåvingeart som först beskrevs av Carl von Linné 1767.  Bibio ferruginatus ingår i släktet Bibio och familjen hårmyggor. Arten är reproducerande i Sverige. Inga underarter finns listade i Catalogue of Life.

## Bildgalleri

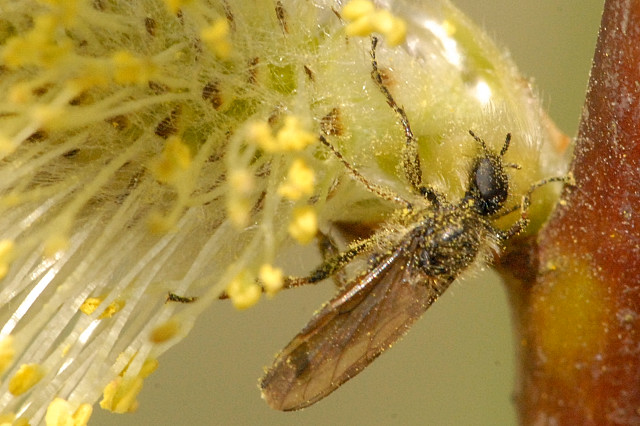
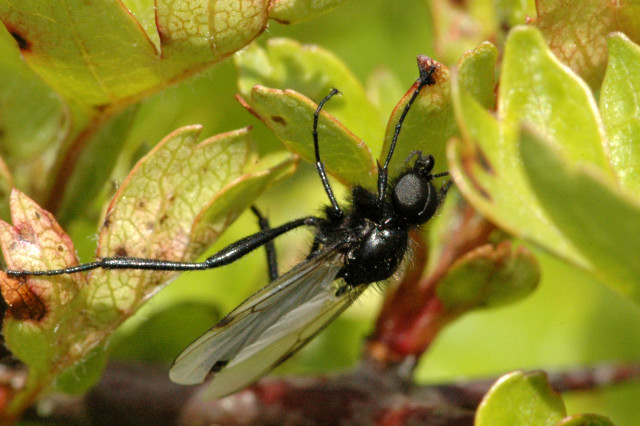
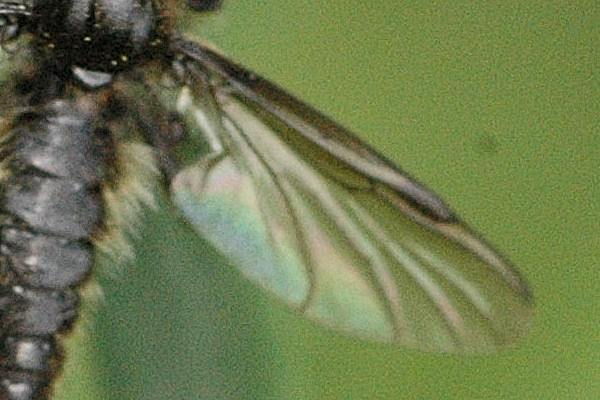